# 니콜라스 코스터

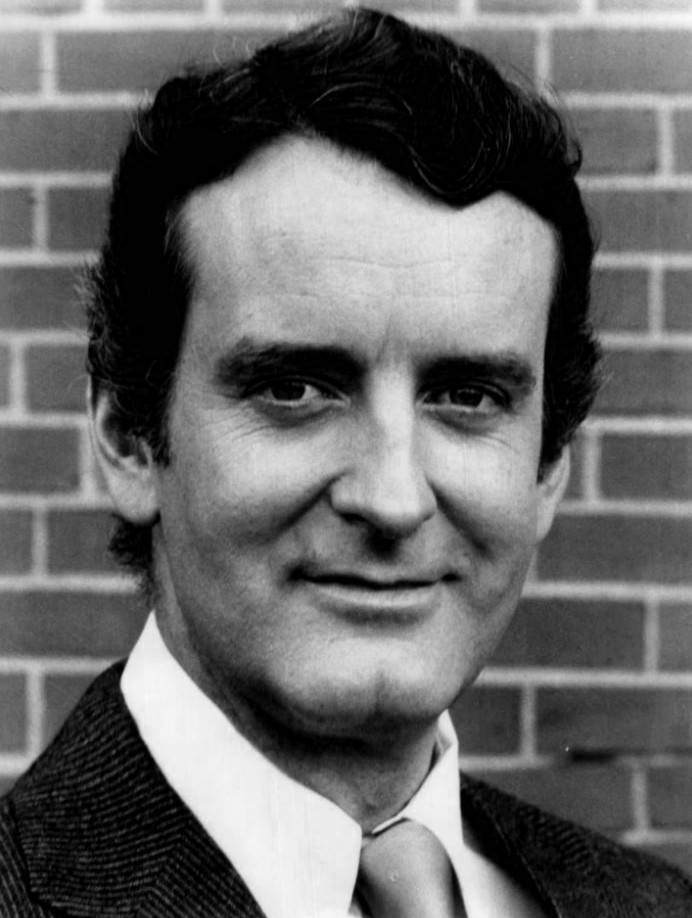

니컬러스 코스터(Nicolas Coster, 1933년 12월 3일~2023년 6월 26일)는 영국의 배우, 영화 제작자이다.
런던에서 태어났다.

## 출연 작품
- 댄싱 온 어 드라이 솔트 레이크(2013년) - 우들리 역
- 패서디나(2013년) - 스티브 역
- 더 사우스사이드(2012년) - 브래드쇼 역
- 프리덤 스트라이크(1997년)
- 방황하는 마음(1996년)
- 내츄럴 셀렉션(1994년)
- 유월의 신부(1990년)
- 죽음의 전쟁(1990년)
- 죽음의 강(1989년)
- 상아탑 정복 작전(1989년)
- 인생의 반전(1988년)
- 프린세스 데이지(1983년)
- 이중 추적(1981년)
- 레즈(1981년)
- 리틀 다링(1980년)
- 헌터(1980년)
- 폭소 감방(1980년)
- 에어포트 79(1979년)
- 일렉트릭 호스맨(1979년)
- 슬로우 댄싱 인 빅 시티(1978년)
- 맥아더(1977년) - Colonel 시드니 허프 역
- 모두가 대통령의 사람들(1976년)
- 타이타닉의 최후(1953년)
- 마이 블러드 런스 콜드(1965년)

### 텔레비전
- 유물 (1978, The Word)
- 달라스(1978년)
- 법과 질서(1990년)
- 원 라이프 투 리브(1968년)
- 전격 Z작전(1982년)
- 총알탄 사나이 - TV 시리즈(1982년)
- 달리는 사이먼(1981년)
- 애즈 더 월드 턴즈(1956년)